# Bonamana
Albums de Super Junior
Sorry, Sorry
(2009) Mr. Simple
(2011)
Singles
1. Bonamana
Sortie : 10 mai 2010
2. No Other
Sortie : 25 juin 2010

Bonamana (hangeul : 미인아; RR: Miina; littéralement: Beauty) est le quatrième album studio du boys band sud-coréen Super Junior. Il est le premier album où dix des treize membres à l'origine prennent part. L'album a premièrement été sorti comme Version A le 13 mai 2010 par SM Entertainment. La Version B est arrivée le 20 mai 2010, et inclut des photos de l'envers du décor de leurs performances sur scène et des photos prises durant le tournage des clips. Une version repackage C est sortie le 28 juin, avec quatre nouvelles chansons incluant le single "No Other".
L'album, selon les informations fournies par le classement d'albums coréen Gaon, a vendu plus de 300 000 copies de toutes ses versions, gagnant le prix de l'"album le plus vendu de 2010" et dépassant leur album Sorry, Sorry qui avait également gagné ce prix.

## Enregistrement et production
Le groupe a tout d'abord annoncé qu'ils étaient en train de travailler sur leur quatrième album studio en janvier 2010 durant la remise d'un prix aux Thailand's KPN Awards. Une semaine plus tard, Kibum, qui a très peu participé au troisième album studio du groupe Sorry, Sorry à cause de sa carrière d'acteur, a discuté de la possibilité de participer à la production de Bonamana au cours d'une interview. Après une discussion détaillée avec les producteurs, Kibum a décidé de continuer sa carrière d'acteur à la place. Avec Kangin faisant ses deux ans de service militaire obligatoire et Han Geng en procès contre SM Entertainment, seulement dix membres étaient en état de travailler sur l'album.
Shindong a tweeté concernant la préparation de l'album début avril. Le 19 avril, SM Entertainment a officiellement annoncé via les médias en ligne la sortie et la production de l'album. Après que Super Junior ait fini sa tournée Super Show 2 Asia aux Philippines, les membres ont repoussé leurs activités solo pour avoir plus de temps pour travailler sur l'album, afin de le sortir mi-mai.

## Musique
Super Junior a toujours décrit le principal concept de style de Bonamana comme "mature" et "sophistiqué". À la suite du genre musical qu'ils avaient installé pour Sorry, Sorry, la musique dans Bonamana est très mainstream et est composée d'une variété de genre allant de la ballade R&B à la pop dance au hip-hop. Cependant, contrairement à Sorry, Sorry, la majorité de Bonamana se compose de chansons au tempo joyeux et pop, que Super Junior est connu pour chanter et cela depuis les débuts du groupe.
L'album contient 11 morceaux avec le titre-piste "Bonamana", une chanson electropop entraînante. SM a dit que "Bonamana" est la "complétion du genre funky de SJ", un genre que Super Junior va poursuivre continûment depuis son développement dans Sorry, Sorry. Eunhyuk a créé la chorégraphie pour "Boom Boom", un morceau de dance hip-hop caractérisé pour son "rythme sombre et puissant". Super Junior a invité Park Chang-hyun une quatrième fois pour écrire la douce ballade "Coagulation", interprétée par Super Junior-K.R.Y.. Semblable à "Coagulation", "One Fine Spring Day" est une chanson solo chantée par Ryeowook. La quatrième chanson, "Your Eyes", est décrite comme "une ballade R&B typique de Super Junior", avec une caractérisation appuyée sur les différences entre les voix de Yesung et Kyuhyun. Étonnamment, sur la septième piste "Shake It Up", Han Geng, qui était à l'époque en procès contre SM Entertainment, n'a pas eu son chant retiré du morceau. Il a plus tard été révélé par le représentant de SM Entertainment que la chanson avait été enregistrée avant que Han Geng n'engage le procès. L'album se termine avec la dynamique chanson electropop "Here We Go".
Pour le repackage de l'album, Bonamana Version C, quatre nouvelles chansons ont été ajoutées. La première, "No Other", a obtenu de bons retours, elle a donc eu le droit d'avoir son clip, qui est sorti le 7 juillet 2010. La chanson suivante, "All My Heart", écrite par Leeteuk et Henry Lau, est une ballade à la guitare acoustique. Eunhyuk et Donghae ont également écrit et composé une chanson, intitulée "A Short Journey" et rend hommage à Kangin qui était en train d'effectuer son service militaire. La chanson a été principalement interprétée par Kangin, accompagné par Donghae, Yesung, Kyuhyun et Ryeowook.

### Singles
Comme la plupart des précédents singles porteurs de Super Junior, le premier morceau qui est la piste-titre fut le premier à avoir été annoncé, le 6 mai 2010, et porte le nom de "Bonamana". Un teaser du clip est sorti le 7 mai, avec un aperçu bref et brouillé du refrain de la chanson,, et a été disponible en téléchargement le 10 mai. Le clip entier est sorti le 12 mai. Nommant le genre comme "SJ Funky" (Super Junior Funky), "Bonamana" se compose de "rythmes africains avec des tempos accrocheurs et des beats de club house". La chanson est à grande échelle définie pour appartenir au style electropop funk, et une majorité de la chanson se concentre sur le chant.
Le single suivant, "No Other", digitalement sorti le 25 juin, est un morceau de dance-pop. Il a été produit par les producteurs new-yorkais Reefa, Denzil (DR) Remedios, Kibwe (12Keyz) Luke et Ryan Jhun, qui ont travaillé avec d'autres artistes du monde du hip-hop tels que Fabolous, Ludacris et The Game.

## Promotion et réception
La première performance sur scène de Super Junior avec ce come-back s'est faite le 14 mai avec l'interprétation de "Boom Boom" et "Bonamana" sur le Music Bank diffusé sur KBS. Ils sont passés après au Show! Music Core de MBC le 15 mai et dans The Music Trend de SBS le 16 mai.
Plus de 200 000 copies ont été pré-commandées une semaine après l'annonce de la date de sortie, créant un nouveau record pour le groupe. Selon le classement sud-coréen Hanteo, la version A de Bonamana a débuté à la première place du classement, en vendant plus de 36 000 copies le premier jour de sa sortie, faisant le plus gros premier jour de la carrière du groupe. Après quatre jours, plus de 70 000 copies étaient vendues. Bonamana s'est encore classé à la première place sur les classements en temps réel et quotidiens après la sortie de la version B, vendant plus de 13 000 copies, faisant un total de ventes hors-ligne de 100 000 copies.
L'album a occupé la première place du Gaon Weekly Album Chart pendant la semaine du 9 au 15 mai 2010 mais aussi pour les mois de mai et juin du Gaon Album Chart. Le 11 février, selon les sommes globales de fin d'année du Gaon Chart de 2010, les versions A et B de l'album ont vendu un total cumulatif de 200 193 copies, récompensant l'album de l'"album le plus vendu de 2010". En attendant, le repackage de l'album a vendu 99 355 copies, se classant à la 9e place du même classement, amenant un total de presque 300 000 unités vendues en Corée du Sud. À Taïwan, l'album a vendu un total de 57 000 copies. Aux Philippines, l'album a atteint le statut de disque d'or le 4 mai, soit une semaine après sa sortie, en vendant 7 500 copies.
La tournée a commencé avec deux concerts à Séoul en août 2010 et a continué en Chine, à Taïwan, au Japon et d'autres pays asiatiques, avec un total de 20 concerts dans 13 villes.
Le 24 février 2011, un film 3D du concert à Séoul est sorti dans 16 cinémas CJ CGV. En octobre 2011, un album live du concert à Séoul, Super Show 3, est sorti.

### Dates de tournée
| Date             | Ville        | Pays         | Lieu                                    |
| ---------------- | ------------ | ------------ | --------------------------------------- |
| 14 août 2010     | Séoul        | Corée du Sud | Olympic Gymnastics Arena                |
| 15 août 2010     | Séoul        | Corée du Sud | Olympic Gymnastics Arena                |
| 28 août 2010     | Qingdao      | Chine        | Guoxin Gymnasium                        |
| 23 octobre 2010  | Beijing      | Chine        | Palais omnisports                       |
| 13 novembre 2010 | Nankin       | Chine        | Nanjing Olympic Sports Center Gymnasium |
| 25 décembre 2010 | Guangzhou    | Chine        | Stade du Mont-Jyutsau                   |
| 15 janvier 2011  | Bangkok      | Thaïlande    | Impact Arena                            |
| 16 janvier 2011  | Bangkok      | Thaïlande    | Impact Arena                            |
| 29 janvier 2011  | Singapour    | Singapour    | Singapore Indoor Stadium                |
| 30 janvier 2011  | Singapour    | Singapour    | Singapore Indoor Stadium                |
| 18 février 2011  | Yokohama     | Japon        | Yokohama Arena                          |
| 19 février 2011  | Yokohama     | Japon        | Yokohama Arena                          |
| 20 février 2011  | Yokohama     | Japon        | Yokohama Arena                          |
| 26 février 2011  | Manille      | Philippines  | Araneta Coliseum                        |
| 5 mars 2011      | Shanghai     | Chine        | Mercedes-Benz Arena                     |
| 11 mars 2011     | Taipei       | Taïwan       | Taipei Arena                            |
| 12 mars 2011     | Taipei       | Taïwan       | Taipei Arena                            |
| 13 mars 2011     | Taipei       | Taïwan       | Taipei Arena                            |
| 19 mars 2011     | Kuala Lumpur | Malaisie     | Putra Indoor Stadium                    |
| 7 mai 2011       | Bình Dương   | Viêt Nam     | Gò Đậu Stadium                          |

## Tracklist
| 1.  | 미인아 (BONAMANA)                                                       | Yoo Young-jin   | Yoo Young-jin                                                                                      | Beauty (Bonamana)                 | 3:58 |
| 2.  | 나쁜 여자 (Boom Boom)                                                   | Kenzie          | Hayden Bell, Wayne Beckford, Ray Lavender                                                          | Bad Girl (Boom Boom)              | 3:15 |
| 3.  | 응결 (Coagulation) (Super Junior-K.R.Y.)                                | Park Chang-hyun | Park Chang-hyun                                                                                    |                                   | 4:20 |
| 4.  | 나란 사람 (Your Eyes) (Duo de Kyuhyun et Yesung)                        | Kim Jungbae     | Kenzie                                                                                             | Someone Like Me (Your Eyes)       | 3:41 |
| 5.  | My Only Girl                                                            | Hong Ji-yoo     | Brandon Fraley, Joshua Welton                                                                      |                                   | 3:09 |
| 6.  | 사랑이 이렇게 (My All Is In You)                                        | Kwon Yun-jung   | Squeak Jackson, Stephen Beckham                                                                    | Love Like This (My All Is In You) | 3:36 |
| 7.  | Shake It Up!                                                            | Kim Young-hoo   | Ryan Jhun, Antwann Frost, Ronald Frost, Micheal Muncie, Denzil "iDR" Remedios, Kibwe "12Keyz" Luke |                                   | 3:02 |
| 8.  | 잠들고 싶어 (In My Dream) (Yesung, Sungmin, Donghae, Ryeowook, Kyuhyun) | Kwon Yun-jung   | Kim Ji-hu                                                                                          | Want To Go To Sleep (In My Dream) | 5:02 |
| 9.  | 봄날 (One Fine Spring Day) (Solo de Ryeowook)                           | Kwon Yun-jung   | Magnus Andersson                                                                                   | Spring Day (One Fine Spring Day)  | 3:56 |
| 10. | 좋은 사람 (Good Person)                                                 | Yoo Hui-yeol    | Yoo Hui-yeol                                                                                       | Good Person (Good Person)         | 4:04 |
| 11. | Here We Go                                                              | Kim Eana        | Carl Utbult, Tebey Ottoh, Fredrik Hult                                                             |                                   | 3:50 |

| 1.  | 미인아 (BONAMANA)                                                       | Yoo Young-jin   | Yoo Young-jin | Beauty (BONAMANA)                           | 3:58 |
| 2.  | 너 같은 사람 또 없어 (No Other)                                         | Kenzie          | Denzil "iDR" Remedios, Kibwe "12Keyz" Luke, Ryan Jhun, Reefa                                                       | There's No Other Person Like You (No Other) | 4:16 |
| 3.  | 진심 (All My Heart)                                                     | Hong Ji Hoo     | Henry, Leeteuk | Sincerity (All My Heart)                    | 3:41 |
| 4.  | 여행 (A Short Journey)                                                  | Eunhyuk         | Donghae | Travel (A Short Journey)                    | 3:44 |
| 5.  | Shake It Up! (Remix)                                                    | Kim Young-hoo   | Ryan Jhun, Antwann Frost, Ronald Frost, Micheal Muncie, Denzil "iDR" Remedios, Kibwe "12Keyz" Luke, Chance, Ichiro |                                             | 3:04 |
| 6.  | 나쁜 여자 (Boom Boom)                                                   | Kenzie          | Hayden Bell, Wayne Beckford, Ray Lavender                                                                          | Bad Girl (Boom Boom)                        | 3:15 |
| 7.  | 응결 (Coagulation) (Super Junior-K.R.Y.)                                | Park Chang-hyun | Park Chang-hyun |                                             | 4:20 |
| 8.  | 나란 사람 (Your Eyes) (Duo de Kyuhyun et Yesung)                        | Kim Jungbae     | Kenzie | Someone Like Me (Your Eyes)                 | 3:41 |
| 9.  | My Only Girl                                                            | Hong Ji-yoo     | Brandon Fraley, Joshua Welton                                                                                      |                                             | 3:09 |
| 10. | 사랑이 이렇게 (My All Is In You)                                        | Kwon Yun-jung   | Squeak Jackson, Stephen Beckham                                                                                    | Love Like This (My All Is In You)           | 3:36 |
| 11. | Shake It Up!                                                            | Kim Young-hoo   | Ryan Jhun, Antwann Frost, Ronald Frost, Micheal Muncie, Denzil "iDR" Remedios, Kibwe "12Keyz" Luke                 |                                             | 3:02 |
| 12. | 잠들고 싶어 (In My Dream) (Yesung, Sungmin, Donghae, Ryeowook, Kyuhyun) | Kwon Yun-jung   | Kim Ji-hu | Want To Go To Sleep (In My Dream)           | 5:02 |
| 13. | 봄날 (One Fine Spring Day) (Solo de Ryeowook)                           | Kwon Yun-jung   | Magnus Andersson                                                                                                   | Spring Day (One Fine Spring Day)            | 3:56 |
| 14. | 좋은 사람 (Good Person)                                                 | Yoo Hui-yeol    | Yoo Hui-yeol | Good Person (Good Person)                   | 4:04 |
| 15. | Here We Go                                                              | Kim I-Na        | Carl Utbult, Tebey Ottoh, Fredrik Hult                                                                             |                                             | 3:50 |

| 1. | Clip de "Bonamana"              |  |
| 2. | Making-of du clip de "Bonamana" |  |
| 3. | Clip de "No Other"              |  |
| 4. | Making-of du clip de "No Other" |  |

## Classements

### Albums
| Pays         | Classement                  | Meilleure position |
| ------------ | --------------------------- | ------------------ |
| Corée du Sud | Gaon Weekly Album Chart     | 1                  |
| Corée du Sud | Gaon Monthly Album Chart    | 1                  |
| Corée du Sud | Gaon Yearly Album Chart     | 1                  |
| Japon        | Daily Album Charts          | 5                  |
| Taïwan       | G-Music Combo Chart         | 1                  |
| Taïwan       | G-Music J-pop Chart         | 1                  |
| Taïwan       | G-Music International Chart | 1                  |
| Thaïlande    | Channel V's V Countdown     | 1                  |

### Singles
| Pays         | Classement                 | Chanson    | Position |
| ------------ | -------------------------- | ---------- | -------- |
| Corée du Sud | Gaon Digital Singles Chart | "Bonamana" | 8        |

## Ventes
| Pays         | Classement | Album    | Ventes   |
| ------------ | ---------- | -------- | -------- |
| Corée du Sud | Gaon Chart | Bonamana | +403 000 |

## Historique de sortie
| Version                   | Région       | Date                                                                | Label distributeur     | Format |
| ------------------------- | ------------ | ------------------------------------------------------------------- | ---------------------- | ------ |
| A                         | Corée du Sud | 13 mai 2010                                                         | SM Entertainment       | CD     |
| A                         | Hong Kong    | 4 juin 2010                                                         | Avex Asia              | CD     |
| A                         | Taïwan       | 18 juin 2010                                                        | Avex Taiwan            | CD     |
| A                         | Philippines  | 3 juillet 2010 (sortie spéciale) 9 juillet 2010 (sortie officielle) | Universal Records      | CD     |
| B                         | Corée du Sud | 20 mai 2010                                                         | SM Entertainment       | CD     |
| B                         | Hong Kong    | 4 juin 2010                                                         | Avex Asia              | CD     |
| B                         | Taiwan       | 25 juin 2010                                                        | Avex Taiwan            | CD     |
| B                         | Philippines  | 3 juillet 2010 (sortie spéciale) 9 juillet 2010 (sortie officielle) | Universal Records      | CD     |
| C (Repackage)             | Corée du Sud | 28 juin 2010                                                        | SM Entertainment       | CD     |
| C (Repackage)             | Hong Kong    | 3 juillet 2010                                                      | Avex Asia              | CD     |
| C (Repackage)             | Taïwan       | 23 juillet 2010                                                     | Avex Taiwan            | CD     |
| C (Repackage)             | Philippines  | 28 août 2010 (sortie spéciale) 3 septembre 2010 (sortie officielle) | Universal Records      | CD     |
| --                        | Japon        | 21 juillet 2010                                                     | Avex Trax, Rhythm Zone | CD     |
| D (Édition spéciale Asie) | Taïwan       | 19 novembre 2010                                                    | Avex Taiwan            | CD+DVD |